# Rymdpromenad

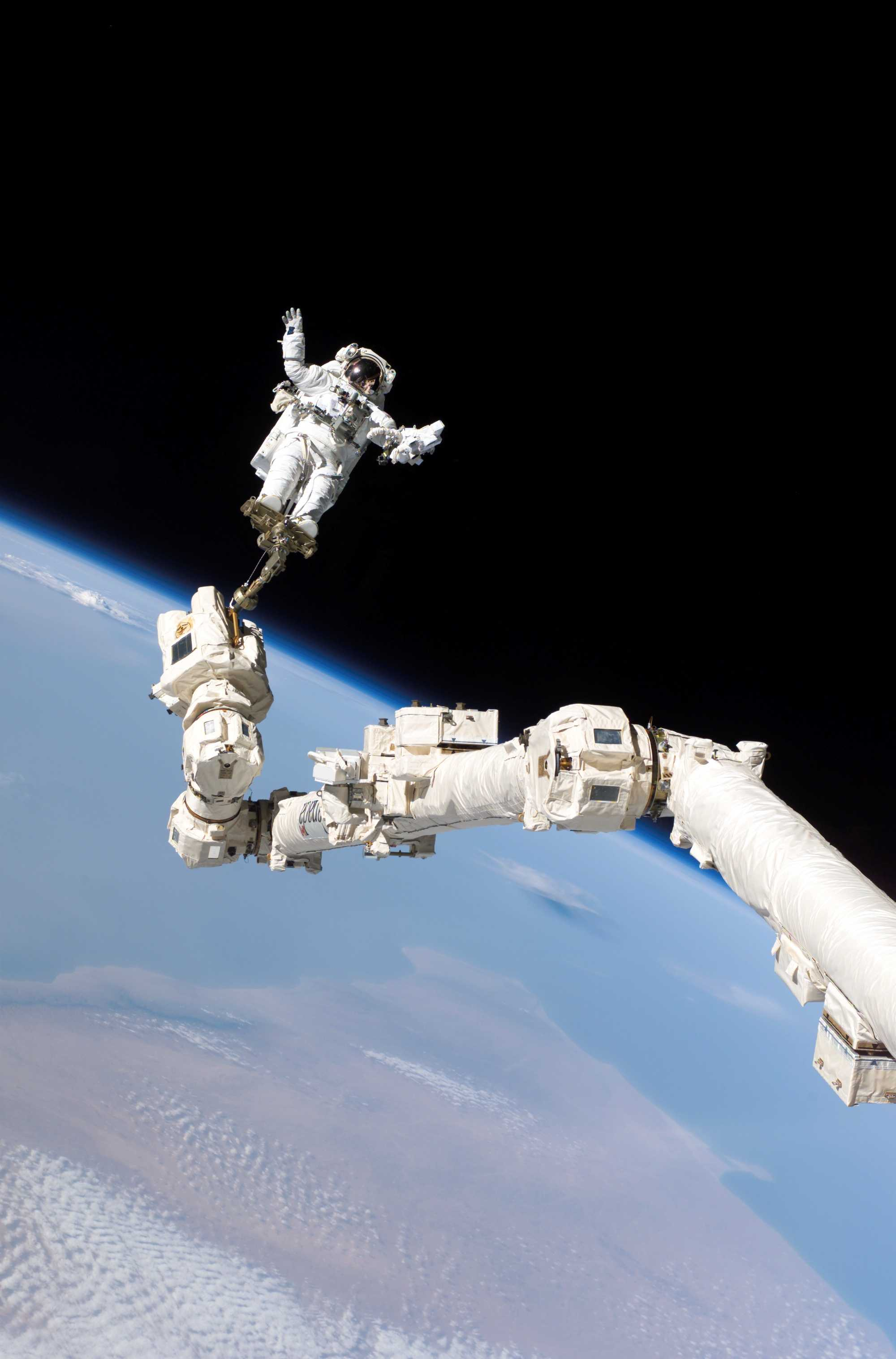
Astronauten Steve Robinson på rymdpromenad, fäst vid Canadarm2

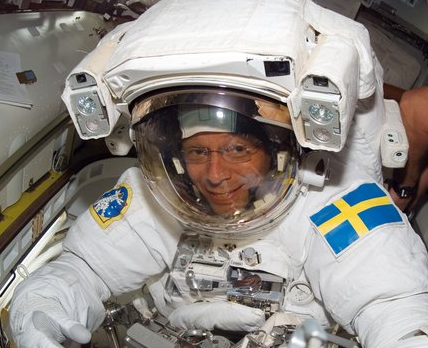
Christer Fuglesang

En rymdpromenad är en vistelse en rymdfarare gör utanför sin farkost. Den vanliga engelska förkortningen EVA står för extra-vehicular activity – aktivitet utanför farkost.
För det mesta används termen för en vistelse utanför en rymdfarkost som befinner sig i omloppsbana runt jorden, men kan även avse vistelse på annan himlakropp, exempelvis månen.
Då det gäller de tidiga rymdfarkosterna avsåg ordet rymdpromenad olika saker i de amerikanska och ryska rymdprogrammen. En rysk kosmonaut som befann sig i vakuum ansågs utföra en rymdpromenad, medan man enligt amerikanerna måste befinna sig utanför farkosten.

## Milstolpar gällande rymdpromenader
1960-talet
- 18 mars 1965 - Första rymdpromenaden utförs av den sovjetiske kosmonauten Aleksej Leonov från rymdfarkosten Voschod 2.
- 3 juni 1965 - Första rymdpromenaden utförd av en amerikan görs av Edward White från Gemini 4.
- 16 januari 1969 - Aleksej Jelisejev och Jevgenij Chrunov genomför den första tvåmans rymdpromenaden. De var även de första personerna som förflyttade sig på så sätt från en farkost till en annan.
- 20 juli 1969 - Första rymdpromenaden på en främmande himlakropp genomförs av Neil Armstrong då han lämnar månlandaren Eagle (Örnen) på månen. Han hade sällskap av sin kollega Buzz Aldrin. Deras månpromenad varade 2 timmar och 32 minuter.

1980-talet
- 7 februari 1984 - Första rymdpromenaden då rymdfararen svävat fritt i rymden, det vill säga inte befunnit sig på någon himlakropp eller varit förankrad i någon rymdfarkost, var då amerikanen Bruce McCandless II under rymdfärjeuppdraget STS-41-B befann sig utanför Challenger. Under den 5 timmar och 55 minuter långa rymdpromenaden hade han sällskap av Robert L. Stewart.
- 25 juli 1984 - Första kvinna som genomförde en rymdpromenad var ryskan Svetlana Savitskaja då hon gjorde en rymdpromenad från rymdstationen Saljut 7.
- 11 oktober 1984 - Första amerikanska kvinna som utförde en rymdpromenad var Kathryn D. Sullivan hon steg ut i rymden under Challengers uppdrag STS-41-G.
- 9 december 1988 - Förste person som inte kom från USA eller Sovjet och som genomförde en rymdpromenad var fransmannen Jean-Loup Chrétien, den gjordes från rymdstationen Mir.

1990-talet
- 13 maj 1992 - Första rymdpromenaden med tre personer genomförs av Pierre J. Thuot, Richard J. Hieb och Thomas D. Akers från rymdfärjan Endeavour under flygningen STS-49.

2000-talet
- 11 mars 2001 - Längsta enskilda rymdpromenaden gjordes av Susan J. Helms och James S. Voss. Den varade 8 timmar och 56 minuter.
- 3 augusti 2005 - Första rymdpromenad som hade till syfte att utföra en reparation av en rymdfärja i fria rymden. Astronauten Steve Robinson reparerade Discoverys värmesköld som skadats vid uppskjutningen. Detta skedde under uppdraget STS-114. Under reparationen var färjan dockad till ISS.
- 12 december 2006 - Förste svensken att utföra en rymdpromenad var Christer Fuglesang (som också var den förste skandinaviske astronauten).
- 27 september 2008 - Första kinesiska rymdpromenaden genomförs av Zhai Zhigang.

2010-talet
- 18 oktober 2019 - Första rymdpromenaden utförd av två kvinnor, genomfördes av Christina Koch och Jessica Meir.